# Отаршени
Отаршени (груз. ოთარშენი) — село в Грузии, на территории Горийского муниципалитета края (мхаре) Шида-Картли.

## География
Село находится в центральной части Грузии, на правом берегу реки Большая Лиахви, на расстоянии приблизительно 2 километров к северо-западу от города Гори, административного центра муниципалитета. Абсолютная высота — 620 метров над уровнем моря.

## Население
По результатам официальной переписи населения 2014 года в Отаршени проживало 568 человек (260 мужчин и 308 женщин). В национальной структуре населения грузины составляли 91,5 %, осетины — 4,4 %, армяне — 1,2 %.
| Год  | Население, человек |
| ---- | ------------------ |
| 2002 | 576                |
| 2014 | ↘ 568              |